# 毛锥形果
毛锥形果（学名：Gomphogyne cissiformis var. villosa）为葫芦科锥形果属下的一个变种。

## 扩展阅读
- 維基物種上的相關：毛锥形果